# حكيم القروي
حكيم القروي، (بالفرنسية: Hakim El Karoui)‏، هو مفكر سياسي، ومصرفي فرنسي من أصل تونسي، يعمل شريكا مع رولاند بيرغر للاستشارات الإستراتيجية. عمل سابقا مدير الإستحواذات في المتوسط وأفريقيا في بنك روتشيلد. عمل كاتب خطابات رئيس الوزراء الفرنسي السابق جون بيار رافاران.

## النشأة
ولد حكيم القروي، في 1971 في باريس، لأب تونسي، قدم إلى فرنسا في 1958، ويعمل أستاذا جامعيا في الأنثروبولوجيا القانونية للإسلام في جامعة السوربون، ولأم فرنسية هي (نيكول القروي) (وُلدت شفارتز) التي تدرّس الرياضيات المالية في مدرسة البوليتكنيك في باريس.
عمّه هو حامد القروي الوزير الأول التونسي الأسبق وزوج عمته هو أحمد بن صالح الوزير الأول التونسي الأسبق. تحصل على التبريز في الجغرافيا من مدرسة المعلمين العليا في ليون.
عمل مدير الإستحواذات في المتوسط وأفريقيا في بنك روتشيلد من جانفي 2009 إلى ديسمبر 2011. ويعمل الآن شريكا مع رولاند بيرغر للاستشارات الإستراتيجية وعضو مجلس إدارة أورانج تونس. وهو ناشط كذلك في المجتمع المدني في مجالي تمكين الأقلية المغاربية في فرنسا والشراكة الأوروبية المتوسطية حيث شارك في تأسيس نادي القرن 21 الذي رأسه من 2004 إلى 2010. شارك صحبة الفيلسوف الفرنسي إيمانويل تود، في تأسيس مؤسسة القادة المتوسطيون الشباب.

## دوره خلال الثورة التونسية
قام مروان المبروك رجل الأعمال التونسي وصهر الرئيس التونسي الأسبق زين العابدين بن علي بالطلب من حكيم القروي نصائح حول كيفية الخروج من الأزمة التي وقع فيها النظام حينذاك. وقام القروي بإرسال بريدان إلكترونيان إلى زين العابدين بن علي يومي 12 و14 يناير 2011 ينصحه فيهما بحل الحكومة. وفي 15 يناير قدم حكيم القروي إلى تونس بطلب من محمد الغنوشي الوزير الأول التونسي حينئذ وبقي لعدّة أيام حيث اقترح عدّة أسماء لشغل المناصب الوزارية منها إلياس الجويني ومهدي حواص وياسين إبراهيم. وقّع مجموعة من المثقفين من بينهم محمد عبو ونهلة الشهال ومريم المرزوقي ابنة المنصف المرزوقي عريضة تطالب القروي بالاستقالة من رئاسة معهد ثقافات الإسلام في باريس على خلفية دوره في الثورة التونسية وهو ما قام به بالفعل بعد عدّة أيام.

## مؤلفاته
- مستقبل استثناء، منشورات فلاماريون، 2006
- إعادة اختراع الغرب. مقال حول أزمة اقتصادية وثقافية، منشورات فلاماريون، 2010
- صراع الأعمار، منشورات فلاماريون، 2013

## وصلات خارجية
- حكيم القروي في لينكد إن
- حكيم القروي في منتدى التميمي : اقترحت على بن علي الانفصال عن ليلى والتخلي عن بعض مستشاريه ولكنه لم يعمل بنصيحتي الصباح نيوز، 6 يوليو 2013